# Halkett Bay Park
Halkett Bay Park är en park i Kanada.   Den ligger i Sunshine Coast Regional District och provinsen British Columbia, i den sydvästra delen av landet, 3 600 km väster om huvudstaden Ottawa. Halkett Bay Park ligger 86 meter över havet. Den ligger på ön Gambier Island.
Terrängen runt Halkett Bay Park är kuperad västerut, men österut är den bergig. Havet är nära Halkett Bay Park åt sydost.Närmaste större samhälle är West Vancouver, 15,5 km sydost om Halkett Bay Park. 
Runt Halkett Bay Park är det ganska tätbefolkat, med 75 invånare per kvadratkilometer.